# أذيات الدماغ الأولية والثانوية
| الأولية | الثانوية                                                                             |
| النزف المخي الورم الدموي تحت الجافية النزف تحت العنكبوتية الورم الدموي فوق الجافية الرضة الدماغية الإصابة المحورية المنتشرة (أذية الشد المحوري) | الوذمة الدماغية ضعف الاستقلاب تغير جريان الدم المخي تشكل الجذور الحرة التحفيز الزائد |

تمثل أذيات الدماغ الأولية والثانوية طريقةً لتصنيف عمليات الأذية الحاصلة في إصابات الدماغ. في أذية الدماغ الرضية (آي بي تي)، تحدث أذية الدماغ خلال طور الضرر البدئي، وتنجم عن انزياح البنى الفيزيائية للدماغ، أما في الأذيات الثانوية، لا ينجم الضرر عن الأذية الميكانيكية، وقد يتلو الأذية الأولية أو يكون مستقلًا عنها.
عادةً ما يدل تدهور حالة المريض بعد أذية الدماغ على حدوث الأذية الثانوية. لم يُفهم تمامًا مدى مساهمة الأذيات الأولية والثانوية على الترتيب في التظاهرات السريرية لأذية الدماغ الرضية. تحدث الأذيات الأولية والثانوية في سياقات مختلفة عن الرضوض الدماغية مثل أذيات الحبل الشوكي والسكتة الدماغية.

## أذية الدماغ الأولية
في أذية الدماغ الرضية، تنجم الإصابات الأولية مباشرةً عن الرض البدئي. تحدث هذه الإصابة في لحظة الرض وتشمل تكدم الدماغ وأذية الأوعية الدموية وانقطاع المحاوير العصبية التي تتمطط فيها المحاور والعصبونات وتتمزق. قد تتضرر السحايا والحاجز الوعائي الدماغي في الإصابات البدئية ويمكن أن تموت الخلايا العصبية. تموت الخلايا بطرق غير نوعية في الأذيات الأولية.
تملك النسج عتبةً للتشوه، فإذا تجاوز التشوه هذه العتبة تحدث الإصابة النسيجية. قد تكون المناطق المختلفة من الدماغ أكثر حساسيةً للحمل الميكانيكي بسبب اختلاف خصائصها التي تنجم عن اختلاف بنيتها، فالنسج المنخعة على سبيل المثال تملك خصائص مختلفةً عن غيرها. قد تتعرض بعض النسج إلى قوة أكبر من مجاوراتها فتصاب بأذية أكبر في الإصابة الأولية. تقود الإصابة الأولية إلى حدوث الإصابة الثانوية.

## أذية الدماغ الثانوية
تُعد أذية الدماغ الثانوية نتيجةً غير مباشرة للإصابة الأولية. تحدث هذه الإصابة نتيجة العمليات التي بدأت بعد الرض خلال ساعات إلى أيام من الإصابة الأولية وتؤدي دورًا أساسيًا في أذية الدماغ والوفاة الناجمة عن أذية الدماغ الرضية.
على عكس أغلب أشكال الأذيات الرضية غير الدماغية، لا تموت نسبة كبيرة من الأشخاص الذين تعرضوا لأذيات الدماغ الرضية مباشرةً بعد الإصابة وإنما بعد عدة أيام إلى أسابيع من الحادث، وبدلًا من التحسن بعد الاستشفاء (وهو ما يحصل في أغلب الرضوض الأخرى) تتدهور الحالة الصحية لما يقارب 40% من المرضى. ينجم هذا غالبًا عن أذية الدماغ الثانوية التي قد تسبب الضرر للعصبونات غير المتعرضة للأذية في الإصابة الأولية. يحدث هذا بعد إصابات دماغية متنوعة منها النزف تحت العنكبوتية والسكتة الدماغية وأذية الدماغ الرضية، وتشكل جميعها شلالًا من الحوادث الأيضية.
قد تنجم الأذية الثانوية عن اختلاطات الضرر الأولي، وهي تشمل نقص التروية الدماغية (عدم كفاية الجريان الدموي) ونقص أكسجة الدماغ (عدم كفاية الأكسجين الواصل إلى الدماغ) وانخفاض ضغط الدم والوذمة الدماغية (تورم الدماغ) وتبدلات في جريان الدم إلى الدماغ وارتفاع الضغط ضمن القحف (الضغط ضمن الجمجمة). إذا ارتفع الضغط ضمن القحف إلى مستويات عالية قد يحدث انفتاق قاتل في الدماغ، وفي هذه الحالة تنضغط أجزاء من الدماغ على البنى القحفية.
تشمل أذيات الدماغ الثانوية الأخرى فرط ثنائي أكسيد الكربون في الدم والحماض (ارتفاع حموضة الدم) والتهاب السحايا وخراج الدماغ. قد يسبب تغير إطلاق النواقل العصبية (المواد الكيميائية المستخدمة للتواصل بين خلايا الدماغ) أذيةً ثانويةً، وقد يقود اختلال التوازن في بعض هذه النواقل إلى تحفيز زائد وأذية الخلايا الدماغية التي تنجم عن فرط تفعيل المستقبلات الكيميائية الحيوية (التي تزيد من احتمالية توليد جهد الفعل ضمن العصبون).
قد يسبب التحفيز الزائد مجموعةً متنوعةً من التأثيرات السلبية، منها أذية الخلايا بالجذور الحرة، وهذا قد يؤدي إلى التحلل العصبي. تمثل خسارة التنظيم الذاتي الدماغي -وهو قدرة الأوعية الدماغية على تنظيم جريان الدم إلى المخ- أحد العوامل الأخرى في الإصابة الثانوية. كذلك تساهم أذية الحاجز الدموي الدماغي والوذمة والإقفار ونقص الأكسجة في الأذية الثانوية.
يُعد نقص التروية أحد الأسباب الرئيسة لأذية الدماغ الثانوية بعد رض الرأس. تتدخل آليات أخرى في الأذية الثانوية بعد نقص التروية والرض والأذيات الناجمة عن عدم وصول كمية كافية من الأكسجين. بعد حدوث النشبة يحدث شلال نقص الإقفار الذي يشمل العديد من التسلسلات الكيميائية الحيوية.

## الوقاية
من الصعب التداخل على الأذية الأولية كونها تحدث في لحظة الإصابة البدئية وتزول سريعًا، ولا يمكن هنا سوى الوقاية من حدوث الرض بحد ذاته، لكن بما أن الأذية الثانوية تحدث على مدىً زمني أطول، يمكن الوقاية منها جزئيًا باتخاذ عدة إجراءات تمنع حدوث الاختلاطات مثل نقص الأكسجة (عوز الأكسجين). تمنح الإصابات الثانوية الباحثين فرصةً لإيجاد العلاجات الدوائية التي تحد من الضرر أو تمنع حدوثه. تحدث مجموعة متنوعة من العمليات في الإصابات الثانوية، وتحتاج العلاجات المطورة لإيقافها أو تخفيف شدتها إلى التأثير على واحدة أو أكثر من هذه الآليات. يُعتقد أن الجهود المبذولة لإنقاص نسبتي العجز والوفاة الناجمين عن أذية الدماغ الرضية تعمل على نحو أفضل في الإصابات الثانوية، إذ من المعتقد أن الإصابات الأولية غير قابلة للتراجع.